# إتش بي. نيكلسون
إتش بي. نيكلسون (بالإنجليزية: H. B. Nicholson)‏ هو مؤرخ الفن أمريكي، ولد في 5 سبتمبر 1925 في لاهويا في الولايات المتحدة، وتوفي في 2 مارس 2007 في ريدوندو بيتش في الولايات المتحدة.